# Taça de Portugal 1961/62
Die Taça de Portugal 1961/62 war die 22. Austragung des portugiesischen Pokalwettbewerbs. Er wurde vom portugiesischen Fußballverband ausgetragen. Das Finale fand am 1. Juli 1962 im Estádio Nacional von Oeiras statt. Pokalsieger wurde der Benfica Lissabon, der sich im Finale gegen Vitória Setúbal durchsetzte. Benfica startete im Europapokal der Landesmeister 1962/63 als Titelverteidiger. Setúbal nahm am Europapokal der Pokalsieger 1962/63 teil.
Bis zum Halbfinale wurden alle Begegnungen in Hin- und Rückspiel ausgetragen. Bei Gleichstand in den beiden Spielen gab es ein Entscheidungsspiel.

## Teilnehmende Teams
| Primeira Divisão (14) | Segunda Divisão (28) | Distrikte (2)                                                 |
| --- | --- | ------------------------------------------------------------- |
| - Académica de Coimbra - Atlético CP - SC Beira-Mar - Belenenses Lissabon - Benfica Lissabon - SC Covilhã - GD da CUF Barreiro - Leixões SC - Lusitano GC Évora - SC Olhanense - FC Porto - SC Salgueiros - Sporting Lissabon - Vitória Guimarães | - Alhandra SC - CD Beja - FC Barreirense - Benefica e Castelo Branco - Boavista Porto - Sporting Braga - Caldas SC - SC Campomaiorense - CD Cova da Piedade - SC Espinho - SC Farense - CD Feirense - Lusitano VRSA - AC Marinhense - CD Montijo - SL Olivais - UD Oliveirense - Clube Oriental de Lisboa - GD Peniche - Portimonense SC - SG Sacavenense - AD Sanjoanense - FC Seixal - SC União Torreense - SC Vianense - SC Vila Real - Vitória Sernache - Vitória Setúbal | - União Micaelense (Azoren) - Ferroviário da Beira (Mosambik) |

## 1. Runde
Die Hinspiele fanden am 26. November 1961 statt, die Rückspiele am 31. Dezember 1961.
|                          | Gesamt |                           | Hinspiel | Rückspiel |
| ------------------------ | ------ | ------------------------- | -------- | --------- |
| CD Feirense              | 8:3    | Portimonense SC           | 7:2      | 1:1       |
| Lusitano VRSA            | 3:5    | CD Montijo                | 2:0      | 1:5       |
| Lusitano GC Évora        | 8:2    | SC Salgueiros             | 7:1      | 1:1       |
| AC Marinhense            | 6:3    | SC Campomaiorense         | 5:2      | 1:1       |
| CD Beja                  | 4:8    | Vitória Setúbal           | 3:5      | 1:3       |
| CD Cova da Piedade       | 03:10  | Sporting Lissabon         | 2:5      | 1:5       |
| Atlético CP              | 2:4    | Académica de Coimbra      | 2:2      | 0:2       |
| Belenenses Lissabon      | 13:20  | SC Vila Real              | 3:0      | 10:20     |
| Boavista Porto           | 5:6    | SC Farense                | 3:2      | 2:4       |
| UD Oliveirense           | 2:5    | FC Barreirense            | 1:0      | 1:5       |
| Clube Oriental de Lisboa | 3:2    | Sporting Braga            | 3:0      | 0:2       |
| SC Covilhã               | 3:5    | GD da CUF Barreiro        | 1:2      | 2:3       |
| SC Espinho               | 04:11  | FC Porto                  | 1:6      | 3:5       |
| SC Vianense              | 4:3    | Benefica e Castelo Branco | 3:0      | 1:3       |
| Vitória Guimarães        | 4:3    | SC Olhanense              | 2:1      | 2:2       |
| FC Seixal                | 4:3    | SL Olivais                | 3:1      | 1:2       |
| Caldas SC                | 03:16  | Benfica Lissabon          | 3:5      | 00:11     |
| GD Peniche               | 6:2    | Vitória Sernache          | 4:1      | 2:1       |
| SG Sacavenense           | 2:9    | Leixões SC                | 1:2      | 1:7       |
| AD Sanjoanense           | 4:1    | SC União Torreense        | 2:0      | 2:1       |
| Alhandra SC              | 2:7    | SC Beira-Mar              | 0:2      | 2:5       |

## 2. Runde
Die Hinspiele fanden am 28. Januar 1962 statt, die Rückspiele am 25. Februar 1962.
Freilos: Vitória Guimarães
|                      | Gesamt |                          | Hinspiel | Rückspiel |
| -------------------- | ------ | ------------------------ | -------- | --------- |
| Leixões SC           | 5:5    | CD Feirense              | 3:3      | 2:2       |
| Belenenses Lissabon  | 9:1    | GD Peniche               | 6:0      | 3:1       |
| Lusitano GC Évora    | 3:2    | FC Seixal                | 1:0      | 2:2       |
| Benfica Lissabon     | 4:4    | GD da CUF Barreiro       | 2:1      | 2:3       |
| CD Montijo           | 1:4    | AD Sanjoanense           | 1:0      | 0:4       |
| Vitória Setúbal      | 3:1    | AC Marinhense            | 1:0      | 2:1       |
| SC Vianense          | 2:1    | FC Barreirense           | 2:0      | 0:1       |
| Sporting Lissabon    | 10:10  | Clube Oriental de Lisboa | 6:1      | 4:0       |
| Académica de Coimbra | 4:3    | SC Farense               | 3:1      | 1:2       |
| SC Beira-Mar         | 1:6    | FC Porto                 | 1:2      | 0:4       |

### Entscheidungsspiele
|                  | Ergebnis |                    |
| ---------------- | -------- | ------------------ |
| Leixões SC       | 1:0      | CD Feirense        |
| Benfica Lissabon | 2:0      | GD da CUF Barreiro |

## Achtelfinale
Die Hinspiele fanden am 25. März 1962 statt, die Rückspiele am 21. und 22. April 1962.
Freilos: Leixões SC
|                   | Gesamt |                      | Hinspiel | Rückspiel |
| ----------------- | ------ | -------------------- | -------- | --------- |
| Lusitano GC Évora | 4:4    | Sporting Lissabon    | 4:1      | 0:3       |
| AD Sanjoanense    | 3:3    | Belenenses Lissabon  | 2:1      | 1:2       |
| Vitória Guimarães | 5:0    | Académica de Coimbra | 4:0      | 1:0       |
| FC Porto          | 3:5    | Benfica Lissabon     | 2:2      | 1:3       |
| SC Vianense       | 1:5    | Vitória Setúbal      | 0:1      | 1:4       |

### Entscheidungsspiele
|                   | Ergebnis |                     |
| ----------------- | -------- | ------------------- |
| Lusitano GC Évora | 0:3      | Sporting Lissabon   |
| AD Sanjoanense    | 01:11    | Belenenses Lissabon |

## Viertelfinale
Die Teams von Mosambik und den Azoren stiegen in dieser Runde ein. Die Hinspiele fanden am 31. Mai und 3. Juni 1962 statt, die Rückspiele am 10. Juni 1962.
|                   | Gesamt |                      | Hinspiel | Rückspiel |
| ----------------- | ------ | -------------------- | -------- | --------- |
| Vitória Guimarães | 10:20  | União Micaelense     | 2:1      | 8:1       |
| Sporting Lissabon | 6:6    | Belenenses Lissabon  | 3:2      | 3:4       |
| Benfica Lissabon  | 14:20  | Ferroviário da Beira | 7:1      | 7:1       |
| Leixões SC        | 2:3    | Vitória Setúbal      | 2:2      | 0:2       |

### Entscheidungsspiel
|                   | Ergebnis |                     |
| ----------------- | -------- | ------------------- |
| Sporting Lissabon | 1:2      | Belenenses Lissabon |

## Halbfinale
Die Hinspiele fanden am 17. Juni 1962 statt, die Rückspiele am 23. und 24. Juni 1962.
|                   | Gesamt |                     | Hinspiel | Rückspiel |
| ----------------- | ------ | ------------------- | -------- | --------- |
| Vitória Guimarães | 2:8    | Benfica Lissabon    | 2:2      | 0:6       |
| Vitória Setúbal   | 1:0    | Belenenses Lissabon | 0:0      | 1:0       |

## Finale
| Paarung          | Benfica Lissabon – Vitória Setúbal |
| Ergebnis         | 3:0 (0:0) |
| Datum            | 1. Juli 1962 |
| Stadion          | Estádio Nacional, Oeiras |
| Schiedsrichter   | Manuel Fortunato |
| Tore             | 1:0 Eusébio (57.) 2:0 Domiciano Cavém (68.) 3:0 Eusébio (84.) |
| Benfica Lissabon | Alberto da Costa Pereira – Fernando Cruz, Mário João, Ângelo Martins, Germano de Figueiredo – Domiciano Cavém, Mário Coluna, António Simões – José Augusto, José Águas, Eusébio Cheftrainer: Fernando Caiado          |
| Vitória Setúbal  | Félix Mourinho – Manuel Joaquim Coelho , Francisco Polido, Hedrculano Oliveira, Alfredo Moreira, João Galaz – Manuel Mateus, Jaime Graça – Joaquim Ventura Silva, José Dimas, Manuel Pompeu Cheftrainer: Fernando Vaz |